# Silesis meghalayaensis
Silesis meghalayaensis là một loài bọ cánh cứng trong họ Elateridae. Loài này được Garg & Vasu miêu tả khoa học năm 1997.